# Marc Corneli Maluginense (decemvir)
Marc Corneli Maluginense (llatí: Marcus Cornelius L. F. Ser. N. Maluginensis) va ser un magistrat romà.
Era membre del segon decemvirat l'any 450 aC, que es va dedicar a acabar la redacció de les Lleis de les dotze taules. Aquest mandat dels decemvirs va ser molt criticat per la seva actuació. El seu germà o parent Luci Corneli Cos Maluginense va defensar l'actuació d'aquells magistrats a petició de Marc.